# Лапшин, Григорий Иванович
Григорий Иванович Лапшин (1813—1884) — русский филолог. Его старший брат — В. И. Лапшин.

## Биография
Родился в 1813 году (также есть указание на 1815 год).
Окончив с золотой медалью 3-ю Санкт-Петербургскую гимназию, поступил на историко-филологический факультет Петербургского университета, который окончил кандидатом в 1833 году. Как один из лучших студентов, был направлен в Профессорский институт при Дерптском университете, однако был вынужден по домашним обстоятельствам возвратиться в Петербург, отказавшись от профессуры. 
С 1835 по 1852 год был преподавателем латинского языка в младшем классе 1-й Петербургской гимназии. В 1839—1849 годах преподавал историю в Санкт-Петербургском батальоне кантонистов. В 1840—1864 годах был старшим учителем латинского языка в 3-й Петербургской гимназии; преподавал во всех классах, начиная с IV-го. С 1853 года много лет был профессором латинской словесности Александровского лицея.
В 1852 году был приглашен на место умершего профессора Ф. Б. Грефе, преподавать латинский язык в Петербургском университете на историко-филологическом и юридическом факультетах; с 1863 по 1882 год — приват-доцент.
Им была написана статья «Микенские и троянские раскопки Шлимана» («Вестник Европы». — 1880. — № 5).
Умер 2 (14) апреля 1884 года. Похоронен на Большеохтинском Георгиевском кладбище.